# Тетракозаренийпентагафний
Тетракозаренийпентагафний — бинарное неорганическое соединение, интерметаллид
рения и гафния
с формулой Hf5Re24,
кристаллы.

## Получение
- Сплавление стехиометрических количеств чистых веществ в инертной атмосфере:

{\displaystyle {\mathsf {24Re+5Hf\ {\xrightarrow {2975^{o}C}}\ Hf_{5}Re_{24}}}}

## Физические свойства
Тетракозаренийпентагафний образует кристаллы кубической сингонии (объёмно-центрированная решётка), пространственная группа I 43m, параметры ячейки a = 0,97126 нм, Z = 2,
структура типа марганца α-Mn
.
Соединение образуется по перитектической реакции при температуре 2975 °C (3086 °C)
и имеет область гомогенности 82,5÷88,5 ат.% рения.